# Cololo Macedo
Cololo Macedo (Luis Beltrán Macedo, Bañado de Ovanta, provincia de Catamarca) es un cantante de folclore argentino.
De padre santiagueño, Cololo inicia su vida artística por tradición familiar.
Ingresó al mundo profesional de la música folclórica a partir de su participación en el Primer Encuentro Estudiantil Nacional de Folclore en Capital Federal y su actuación en el escenario mayor Atahualpa Yupanqui en La Noche Joven de Cosquín '99.
Habiendo dado sus primeros pasos continuó su carrera participando en festivales regionales de las provincias de Catamarca, Córdoba, Tucumán y La Rioja; haciendo también presentaciones en Buenos Aires y Mendoza. 

## Discografía

### Con El Alma (2002)
1. La Pedro Cáceres
2. Zamba del primer amor
3. Allí donde fui feliz
4. Gatito enamorado
5. La queñalita
6. Zamba del Bañado
7. Tonada para Mendoza
8. Como pájaros en el aire
9. Chacarera del sufrido [con Emiliano Zerbini]
10. Gato de la madrugada
11. Barco quieto
12. Guadalquivir
13. Huaycondo
14. Bonus Track: Gatito enamorado

### Camino (2005)
1. Camino
2. Mis dos amores
3. Gatito enamorado
4. Confesiones de un adiós
5. Personajes de mi pago
6. Tu mundo, tu patio, tu cielo
7. El cansador
8. La catamarqueñita [con Raly Barrionuevo]
9. De las brujas
10. Como lluvia los dos
11. Viejas promesas [con Peteco Carabajal]
12. La del tero
13. Cantale chango a mi tierra [con Alico Espilocín y Leo Schmuller]

### Costumbres (2009)
1. Yo pasé por El Bañado
2. La alejada
3. Por qué ha cambiado la vida
4. Gato de la fiesta
5. Al dejar mis montañas
6. Mirando al sol
7. La flor de cardón
8. Zamba de las juntas
9. Del mismo palo
10. Cómo duele la duda